# Società Ginnastica Raffaele Rubattino
La Società Ginnastica Raffaele Rubattino è una società sportiva italiana nata a Genova il 1º giugno 1894. 

## Storia
La Società Ginnastica Raffaele Rubattino venne fondata il 1º gennaio 1894, anche se poi verrà ufficializzata il 1º giugno seguente, da alcuni soci della defunta Società Ginnastica Trionfo Genovese. Prima sede della società fu nella ormai perduto vicolo del Delfino a Genova. Eponimo della società venne scelto Raffaele Rubattino, armatore genovese che ebbe un importante ruolo sia nell'unità d'Italia che nell'avvio del colonialismo italiano in Africa.
Nei primi anni di attività nacquero numerose sezioni sportive che ebbero diverso successo e esistenza: podismo (1896), nuoto (1896), podismo (1898), scherma col bastone (1902), ciclismo (1904), boxe francese (1905), calcio (1906), scherma (1912), bocce (1921), atletica leggera (1921). Nel dopoguerra nacquero o vennero rifondate nuove sezioni, come nel 1972 judo, tennis tavolo, escursionismo. L'anno seguente fu la volta della ginnastica ritmica.
Nel 1971 viene conferita alla società la Stella d'oro al merito sportivo.
Al 2020 rimangono attive le sezioni di ginnastica artistica e ritmica.

## Calcio

### Storia
La società a partire dal 1906 si dotò anche di una sezione calcistica a seguito del seguito che questo sport aveva in città grazie ai successi del Genoa; inizialmente si limitò a disputare incontri amichevoli con società federate o libere. 
Nel 1911, sotto la direzione di Arturo Torella e con la collaborazione della Società Sportiva Trionfo Ligure, la Raffaele Rubattino organizzò un torneo a cui parteciparono venti squadre: la Rubattino schierò ben due squadre che ottennero un ottimo piazzamento.
Nel 1912 partecipò alla Terza Categoria 1912-1913; il piazzamento nel torneo non è noto ma la Rubattino l'anno seguente partecipò alla categoria superiore, la Promozione 1913-1914, che era la serie cadetta italiana. Il torneo fu chiuso al quarto posto del girone ligure. In quella stagione giocò tra le file del Rubattino Domenico Sedino, che la stagione seguente vinse il campionato italiano con il Genoa.
Nella stessa annata, la società ebbe una seconda squadra iscritta alla Terza Categoria 1913-1914.
Ultimo incontro disputato dalla squadra fu un'amichevole esterna vinta a Novi Ligure nel 1914.